# 原精一
原 精一（はら せいいち、1908年2月27日 - 1986年）は、日本の洋画家。
優れたデッサン力で知られており、素描展が繰り返し開催された。

## 経歴
1908年2月27日に、神奈川県藤沢市で生まれる。藤沢中学を卒業した後、川端画学校洋画部に通う。1924年より萬鉄五郎に師事する。
初めての出品は1924年の円鳥会展であった。
1926年に第5回国画創作協会洋画部に水彩『四月風景』が入選し、翌年1927年には第5回春陽会展に『冬の風景』が入選する。以降、原は春陽会展への出品を続けた。1936年の第14回春陽会展では『青年立像』で春陽会賞を受賞した。
1937年には春陽会会友となるが、同年、召集令状に応じ、1941年まで戦地（日中戦線）に赴いた。
1942年の第20回春陽会展に『笛吹き』などを出品し、岡田賞を受賞して春陽会会員に推される。春陽会展ではこのほかに佐分賞も受賞歴がある。
1943年、再度の召集令状に応じ、ビルマ戦線に赴く。ありあわせの紙片に兵士の日常や戦地の庶民の姿、戦争風景を描きつづけ、従軍中に陣中作品展を開催するなど、紙と鉛筆を放すことなく軍務に服していた。1946年に日本へ帰国する。
1947年に読売新聞社が主催する第2回新興美術展に『裸婦』などを出品し、読売美術賞を受賞する。
1948年に国画会会員となり、1964年に退会するまで国展に出品する。並行して、現代日本美術展、日本国際美術展、国際具象展、国際形象展などにも出品した。
1957年、1970年と2度にわたり、渡欧した。1971年には銀座の吉井画廊で渡欧作品展を開催した。
1975年より女子美術大学教授に就任する。
1986年、逝去。